# Liste des armateurs du Boulonnais
Cette page énumère les armateurs et les sociétés d'armement maritimes du Boulonnais à différentes époques.

## Armateurs corsaires
Le port de Boulogne-sur-Mer est le plus ancien port corsaire après Dunkerque.

### Corsaires
- Eustache le moine, corsaire et l'un des plus fameux pirates du début du XIIIe siècle[2].
- Jean Marant, corsaire du XIVe siècle qui s’illustra pendant la guerre de Cent Ans, ravitaillant Calais puis capturant une escadre anglaise après la reddition de la ville.
- Coilliot, famille de corsaires : Jean Coilliot, capitaine du Saint-Georges (1702)[3], Jean-Baptiste Coilliot, capitaine du Bacquencourt (1745)[4], Jacques Coilliot (1759)[5].
- Pierre Merlin, corsaire pendant la guerre de Succession d'Autriche et la guerre de Sept Ans[1].
- Pierre Merlin fils[1], corsaire.
- François-Noël Trudin (1742-1813), corsaire, capitaine du Patriote (armateur Dallarde)[6].
- Truquet (1764-1819), corsaire, capitaine du Lynx (armateur Foube)[6].
- Jacques-Oudart Fourmentin (1764-1848), patron de pêche puis corsaire[7].
- Pierre-Marie Wasselin (1765-1827), corsaire, capitaine entre autres du Grand Napoléon et du Joséphine (armement Foube puis Choisnard)[6].
- Denis Thueux (1779-1807), corsaire[6].
- Louis Delpierre dit "Cator", corsaire en 1807[8].

### Armateurs
- Foube. Armateur, fit construire quatre péniches dont le Jean Bart[1].
- Charles Choisnard. Arme de nombreux navires corsaire[9].
- Dallard[6].

## Armateurs de pêche
À partir de 1850, l'industrie de la pêche se modernise grâce à quelques armateurs de la place de Boulogne-sur-Mer, pour faire du port de Boulogne-sur-Mer le premier port de pêche de France. La modernisation des navires de pêche en France s'effectua ainsi à partir de la fin du XIXe siècle grâce à l'impulsion des armateurs de Boulogne-sur-Mer.
Certains armateurs devinrent banquiers, négociants ou entrepreneurs et financèrent des innovations régionales majeures comme le chemin de fer et encouragèrent le libre-échange.
La plupart des armateurs boulonnais furent ainsi décorés de la légion d'honneur ou de la médaille du Mérite agricole pour leur contribution à l'essor économique du pays au cours du XXe siècle.
De nombreux chalutiers des armateurs du Boulonnais furent réquisitionnés pour être armés pendant les deux guerres mondiales.
À l'origine exclusivement familiaux, les armements de pêche ont été absorbés ou rachetés durant la fin du XXe siècle pour former les entreprises de pêche actuelles.

### Familles d'armateurs et associés

#### Adam (1766-1839)
Armement Adam & Cie. Société transportant du vin.
- Jacques Adam-Hocart (1729-1802)[16]. Banquier fondateur de la Banque Adam.
  - Alexandre Adam-Yvart[11].
    - Alexandre-François Adam (1790-1886).

En 1839, Alexandre-François Adam liquide la société d'armement Adam pour créer une banque avec son frère Hercule.

#### Altazin
Armement Altazin E. et Fils, Altazin-Petyt, Darquer & Cie, Altazin-Fourny & Cie puis Grandes Pêcheries de Boulogne-sur-Mer (1914).
- Victor Altazin (1822-1906)[15].
  - Emile Altazin (1858-1926)[15].
    - Jacques Altazin (1883-1956).
    - Georges Altazin(1887-)[15].
- L. Darquer. Associé de Georges Altazin.

Des chalutiers de l'armement Altazin-Fourny furent réquisitionnés pendant la Première Guerre mondiale.

#### Bouclet
Société boulonnaise de pêche à vapeur - L. Bouclet & Cie puis Bouclet-Zunequin & Cie,.
- Louis Bouclet (1854-1925). Arme les premiers harenguiers à vapeur en 1894[19],[22].
  - Auguste Bouclet (-1951)

Des chalutiers de l'armement Bouclet & Cie furent réquisitionnés pendant la Première Guerre mondiale.
- Eugène Canu. Associé de la société Bouclet après la guerre[20],[21].

#### Bourgain-Seillier
- Emmanuel Bourgain-Seillier (1861-1918). Maire du Portel de 1898 à 1900

#### Delpierre (1875- )
Il y a eu plusieurs armements Delpierre à Boulogne-sur-Mer et alentour, tous avec un membre de la même famille Delpierre : Delpierre & Fils, Delpierre-Duval, Gournay-Delpierre, Tetard-Delpierre, Pêche et Froid (1961) et enfin Delpierre Mer et Tradition (1999).
- Pierre Delpierre (1873-1929)[27],[24],[28].
  - Eugène Delpierre.
  - Jean-Pierre Delpierre[29]. Créateur de la marque de thon Pompon Rouge[30]. Rachète Vidor-Sarraz et Cie en 1960 puis Fourmentin-Ramet en 1993.
    - Jean-Paul Delpierre (1933 - 2014)[31].

En 1916, c'est un chalutier de l'armement Gournay-Delpierre qui remorqua le Sussex jusqu'à Boulogne-sur-Mer, torpillé par un sous-marin allemand, et sauva 192 personnes.
Dans les années 1960, l'armement Delpierre racheta l'armement Vidor.

#### Duhamel
Armement Duhamel & Monnier puis Acher, Duhamel & Gournay à Fécamp.

#### Fourmentin (1880-1993)
Armement Fourmentin-Avisse & Cie puis Fourmentin-Ramet (1933).
- Antoine Fourmentin
  - André Fourmention

Jean-Pierre Delpierre rachète Fourmentin-Ramet en 1993.

#### Fourny (1854-1952)
Armement Fourny & Fils, Fourny-Micke puis Fourny-Truquet.
- François Fourny (-1889)
- Matthieu Fourny
  - Victor Fourny
  - Jean-Baptiste Fourny

Des chalutiers de l'armement Fourny & Fils furent réquisitionnés pendant la Première Guerre mondiale.

#### Gournay
Armement Acher, Duhamel & Gournay, Gournay-Boulanger, Gournay-Delpierre et Gournay Fils.
- Victor Gournay
- Césaire Gournay

Des chalutiers de l'armement Gournay furent réquisitionnés pendant la Première Guerre mondiale. En 1916, c'est un Chalutier de l'armement Gournay-Delpierre qui remorqua le Sussex, torpillé par un sous-marin allemand, et sauva 192 personnes.

#### Huret-Dupuis
- Joseph Huret. Fait le premier essai en 1872 d'un bateau à voiles muni d'un moteur auxiliaire (Le Stuart)[36].
  - Jean Huret
  - Gabriel Huret
  - Théodore Huret

Des chalutiers de l'armement Huret furent réquisitionnés pendant la Première Guerre mondiale.

#### Lebeau (1821-1840)
Armement Lebeau & Cie.
- Jean François Lebeau (1783 - 1836), négociant
  - Pierre François Lebeau (1805-)[38],[39].
  - Jules Alexandre Lebeau (1819-1879)[40].

L'armement Lebeau, crée avec Vidor, sera repris par l'armement Vidor en 1840.

#### Le Claire
Armement Le Claire Frères puis Le Claire-Huret.
- Victor Le Claire[42]

#### Le Garrec (1920-2005)
Armement Le Garrec Frères (1920), Société Boulonnaise d’Armement Le Garrec (1929) puis Euronor (2005).
- Paul Le Garrec, officier du Nord[42]
  - Jean-Marc Le Garrec. Directeur actuel du Groupe Le Garrec[43].

#### Mory (1870-2011)
Armement Mory & Cie depuis 1870,. Armateur et écoreur devient 1923.
- Nicolas Mory[46].
  - Henry Mory.
  - Ernest Mory.
- Eugène Masset. Associé de Henry et Ernet Mory en 1924.

L'armement Mory & Cie exploita un cargo charbonnier de type H de 1928 à 1931.
Aujourd'hui, l'entreprise héritière des armements Mory est Mory Group.

#### Vidor (1821-1961)
Armement Vidor Fils puis Vidor Frères puis Vidor, Sarraz & Cie.
- Jean Louis Philippe Vidor (1785-1873). Fonde la première maison de pêche française en 1821[48],[49] avec Lebeau. En 1840, Vidor & Fils.
  - Auguste I Vidor (1828-1893)[50]. Propose la création d'un nouveau port à Boulogne-sur-Mer en 1873[51].
    - Auguste II Vidor (1857-1913). Arme les premiers harenguiers à vapeur en 1894[13],[22].
    - Georges Vidor (1861-1928).
      - Auguste III Vidor (1899-1972).
      - Ferdinand Sarraz-Bournet (1887-1961)[52]. Devient associé de l'armement Vidor avec Auguste III Vidor à partir de 1922.

Des chalutiers de l'armement Vidor furent armés pour servir de patrouilleurs pendant la Première Guerre mondiale, dont plusieurs furent torpillés par des U-Boat allemands.
Dans les années 1960, l'armement Vidor fut racheté par l'armement Delpierre.

#### Zunequin
Armement Zunequin et Cie puis Bouclet-Zunequin & Cie.

### Armateurs individuels
- Eugène Canu (1864-1952). Remporta en 1900, le grand prix de pêche et pisciculture[56]. S'associa après la guerre à l'armement Bouclet-Zunequin & Cie.
- Charles Gueulle. Armateur de pêche en 1923[57].
- Jean-Baptiste Wattez. Armateur en 1932[58].
- Louis Duchochois. Crée une société en nom collectif vers 1902 avec Eugène Canu[42].
- Louis Étienne.

### Armements modernes
- Nord-Pecheries (1945). Dissolution dans Euronor en 2005[59].
- Delpierre Mer et Tradition (1999).
- Euronor (2005). Né de la fusion de la société Nord-Pêcherie et de la Société Boulonnaise d’Armement Le Garrec. Racheté en 2011 par UK Fisheries.